# Radiomyces spectabilis
Radiomyces spectabilis är en svampart som beskrevs av Embree 1959. Radiomyces spectabilis ingår i släktet Radiomyces och familjen Radiomycetaceae.   Inga underarter finns listade i Catalogue of Life.